# Чезаре Преска
Чезаре Преска (італ. Cesare Presca, 24 лютого 1921, Трієст — 1979) — італійський футболіст, що грав на позиції півзахисника, зокрема, за клуб «Трієстина». Учасник Олімпійських ігор 1948 у складі збірної Італії.

## Клубна кар'єра
У дорослому футболі дебютував 1940 року виступами за команду клубу «Трієстина», в якій провів три сезони, взявши участь у 6 матчах чемпіонату. 
Після переривання змагань у Серії А 1944 року змагався у неофіційній першості Італії за команду «Сан Джусто».
З відновленням повноцінних футбольних змагань 1945 року продовжив виступи за «Трієстину». Відіграв за трієстський клуб ще чотири сезони своєї ігрової кар'єри.
Завершив ігрову кар'єру у клубі «Венеція», за команду якого виступав протягом 1949—1952 років, причому останні два сезони — у другому італійському дивізіоні.

## Виступи за збірну
1948 року був включений до заявки збірної Італії для участі у футбольному турнірі на Олімпійських іграх 1948 року у Лондоні. Там взяв участь у розгромі збірної США (9:0), ця гра виявилася до Прески єдиною у формі національної команди.
| Дата       | Місто     | Господарі | Результат | Гості | Турнір  | Голи | Примітки |
| ---------- | --------- | --------- | --------- | ----- | ------- | ---- | -------- |
| 02/08/1948 | Брентфорд | Італія    | 9 – 0     | США   | ОІ 1948 | -    |          |
| Усього     |           | Матчів    | 1         |       | Голів   | 0    |          |